# Mathias Rosenørn
Mathias Rosenørn (10. april 1676 på Tvilumgård – 29. juli 1725 på Rodsteenseje) var en dansk officer.
Han var søn af kancelliråd Peder Madsen Rosenørn til Tvilum og Anne de Hemmer. Han blev 1697 fændrik ved Prins Frederiks Regiment, 1699 sekondløjtnant, 1700 premierløjtnant og samme år kaptajn ved Peter Rodsteens nyhvervede dragonregiment. Med dette gik Rosenørn til Sachsen, Italien og Ungarn; bl.a. udmærkede han sig ved en rytterfægtning ved Torda i Siebenbürgen (29. maj 1706) og steg 1704 til major, 1707 til oberstløjtnant ved M.E. Prehns kyrasserregiment, 1710, efter hjemkomsten til Danmark, til oberst, 1712 til chef for 2. fynske Rytterregiment. Under slaget ved Gadebusch (20. december samme år) tog han med megen bravur del i generalerne Frantz Joachim von Dewitz' og Bernhard Joachim von Mørners tapre indhug, og det fortælles, at han endog havde lejlighed til at redde kong Frederik IV, da han blev forfulgt af svenske ryttere. Under blokaden af Tønning udmærkede Rosenørn sig på ny som rytterfører, men i slutningen af 1715 fik han tilladelse til at sælge sit regiment, hvorefter han levede på sine godser i Jylland, Åkær og Damsgård; han døde 29. juli 1725 under et besøg på Rodsteenseje.
Rosenørn blev 2 gange gift: 1. gang 25. april 1704 med Antoinette Lisbet Friis (2. december 1675 – 6. april 1716), datter af Otte Friis til Astrup; 2. gang 3. august 1718) med Hedevig Margrethe f. Bornemann (16. august 1679 – 7. februar 1749), enke efter etatsråd Bendix Lassen til Åkær og datter af biskop Henrik Bornemann. Hun blev 1731 adlet sammen med en brodersøn og skal have været en «god Poetinde».